# Masako af Japan
Kejserinde Masako af Japan (皇太子徳仁親王妃雅子 Kōtaishi Naruhito Shinnōhi Masako) er nuværende kejserinde af Japan siden 1. maj 2019, for hendes ægteskab med Kejser Naruhito. Hun er mor til Prinsesse Toshi, Aiko af Japan.
Hun er ældste datter af diplomaten Hisashi Owada og Yumiko Owada. Kejserinden har selv tidligere arbejdet i det japanske udenrigsministerium, og taler flydende tysk, fransk og engelsk.
Kejser Naruhito og kejserinde Masako blev gift d. 9. juni 1993. De har sammen fået en datter Aiko af Japan (født 2001).
Masako og Naruhito havde været Japans kronprinspar siden vielsen i 1993, men d. 1. maj 2019 blev Naruhito indsat som Japans 126. kejser, hvorefter Masako samtidig blev kejserinde af Japan.